# Juan Ignacio Martínez
Pour les articles homonymes, voir Martínez.
Juan Ignacio Martínez, né le 24 juin 1964 à Alicante (Espagne), est un entraîneur espagnol de football.
À l’heure actuelle il est l’entraîneur du Réal Zaragoza

## Biographie
Après une modeste carrière comme joueur (il joue au poste d'arrière latéral gauche dans des divisions régionales avec CD Benicarló et Alicante CF), il se reconvertit en entraîneur. Il commence par entraîner durant plusieurs saisons les juniors du FC Torrevieja. Il entraîne également des équipes féminines.
Lors de la saison 2005-2006, Martínez est champion du groupe 4 de la Segunda división B (troisième division) avec le FC Cartagena. Mais lors des play-off de promotion, l'équipe ne parvient pas à monter en Liga Adelante (deuxième division). Il entraîne ensuite le CD Alcoyano.
En 2007, il prend les rênes de l'UD Salamanca, club qui milite en deuxième division. L'équipe termine à la septième place. En 2008, il est recruté par l'Albacete Balompié.
En 2009, il retourne au FC Cartagena, club qui vient d'être promu en deuxième division. Il obtient la cinquième place au classement, ce qui est la meilleure performance de l'histoire du club.
En juin 2011, Martínez devient l'entraîneur du Levante UD en Liga BBVA (première division). Lors de sa première saison, le club se classe à la sixième place et se qualifie pour la Ligue Europa. Pour la première fois dans l'histoire du club, Levante participe ainsi à une compétition européenne. 
En juin 2013, il est recruté par le Real Valladolid. Il quitte le club en mai 2014 après la relégation du club en D2.
Le 11 décembre 2014, il devient entraîneur de l'UD Almería, club de première division, où il remplace Francisco. Il est limogé en avril 2015, après la 29e journée de championnat alors que le club occupe une place de relégable. Il est remplacé par Sergi Barjuan.